# Bradley (Wirginia Zachodnia)
Bradley – jednostka osadnicza w Stanach Zjednoczonych, w stanie Wirginia Zachodnia, w hrabstwie Raleigh.